# Steinbühl (Berg)
Steinbühl ist ein Gemeindeteil der Gemeinde Berg im Landkreis Hof (Oberfranken, Bayern).

## Lage
Der Weiler Steinbühl befindet sich nach der Einöde Wiesenhaus am Ende der Steinbühler Straße des Gemeindeteils Bruck.